# Orosz kiskápolna
Az Orosz kiskápolna (szlovénül: Ruska kapelica) egy orosz ortodox kápolna, mely a Vršič hágón helyezkedik el északnyugat-Szlovéniában. Orosz hadifoglyok építették az első világháború alatt.

## Történelem
1915-ben megnyílott az Isonzói front, ami szükségessé tette egy út megépítését az 1611 m magasan fekvő Vršič hágón át, hogy hadianyagot lehessen szállítani a frontra. Az utat orosz hadifoglyokkal építtették.
A munkálatok 1915 májusában kezdődtek, és az utat az év végére meg is nyitották. Utána az utat tovább szélesítették, és a havat is takarítani kellett, mert az útnak állandóan nyitva kellett lennie. 1916. március 8-án egy lavina elsöpört egy fogolytábort, ahol 300 ember meghalt. Az áldozatok számát és kilétét soha nem állapították meg pontosan, ahogyan azokét sem, akik a brutális kényszermunka és a gyatra életkörülmények miatt haltak meg.
A lavina által megsemmisített tábor a Vršič közepén helyezkedett el. 1916-1917 között a túlélő hadifoglyok egy kis kápolnát építettek az áldozatok emlékére. Az épület tipikus orosz konstrukció, két kis toronnyal a templomhajó oldalán. Az áldozatok sírjai veszik körül, mellette pedig egy piramis alakú emlékmű áll. Az emlékművön oroszul ez áll: "Oroszország fiaiért".
A kápolnát 2005-ben 90 000 eurós költséggel renoválták. Az épület háborús emlékmű és egyben szimbolikus kapcsolat is Szlovénia és Oroszország között.